# Propaganda in Unione Sovietica
La propaganda in Unione Sovietica faceva largo uso del marxismo-leninismo per promuovere la linea politica del Partito Comunista dell'Unione Sovietica. 
Il principale organo di censura sovietico, il Glavlit, veniva impiegato solo per eliminare qualunque materiale stampato indesiderato e anche per "assicurare che l'impronta ideologica fosse inserita in ogni prodotto pubblicato". Durante il regime di Stalin, la deviazione dai dettami della propaganda ufficiale veniva punita con l'esecuzione o l'internamento nei campi di lavoro forzato. Dopo il periodo stalinista, queste misure furono sostituite con la psichiatria punitiva, prigionia, negazione del lavoro e perdita della cittadinanza. "Oggi un uomo parla liberamente solo con sua moglie – di notte, con le coperte sopra la testa", disse una volta in privato lo scrittore Isaak Babel' a un amico fidato.

## Teoria della propaganda
Secondo lo storico Harris Sparks, "I socialisti russi non hanno mai contribuito alle discussioni teoretiche sulle tecniche di persuasione delle masse. [...] I bolscevichi non hanno mai cercato né trovato metodi diabolicamente geniali per influenzare le menti del popolo, per lavare loro il cervello." Questo scarso interesse", afferma Kenez, "era dovuto alla loro nozione di propaganda. Loro la consideravano come parte dell'educazione." In uno studio pubblicato nel 1958, il professore di economia aziendale Raymond Bauer concluse che "ironicamente, psicologia e le altre scienze sociali sono state impiegate almeno in Unione Sovietica precisamente per quegli scopi che gli Americani pensano di solito vengano utilizzati in uno stato totalitario – propaganda politica e controllo del comportamento umano."

## Mediante

### Scuole e organizzazioni giovanili
Un obiettivo importante per la propaganda comunista era quella di formare un nuovo uomo. Le scuole e le organizzazioni giovanili, come l'Organizzazione dei pionieri di tutta l'Unione e il Komsomol, servirono per sottrarre i bambini dalle famiglie della "Petite bourgeoisie" e introdurre la generazione successiva allo stile di vita collettivo. L'idea che l'educazione dei bambini fosse un dovere dei genitori venne esplicitamente rifiutata.
Un teorico dell'educazione affermò:

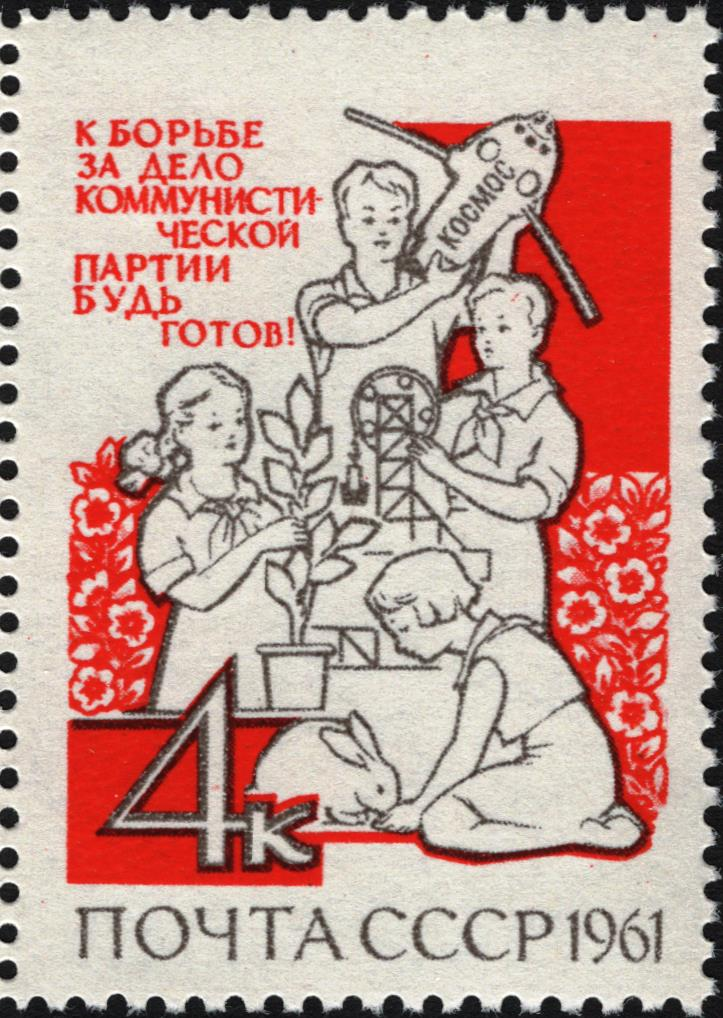
Francobollo del 1961 rappresentante i Giovani Pionieri con il loro motto.

A coloro che erano nati dopo la rivoluzione veniva detto esplicitamente che avrebbero creato un'utopia di fratellanza e giustizia e che non dovevano essere come i loro genitori, ma completamente Rossi. In tutte le scuole furono istituiti gli "angoli di Lenin","santuari politici per mostrare la propaganda del fondatore semidio dello stato sovietico". Venivano eseguite anche marce, canzoni e giuramenti di fedeltà alla leadership sovietica. Uno degli obiettivi era quello di instillare nei bambini l'idea che erano coinvolti nella rivoluzione mondiale, molto più importante di qualsiasi legame familiare. Un caso famoso è stato quello di Pavlik Morozov, considerato come un grande esempio positivo dopo aver denunciato il padre al Commissariato del popolo per gli affari interni.
Gli insegnanti delle scienze economiche e sociali avevano in particolare il compito di diffondere visioni marxiste-leniniste "irremovibili".
Tutti gli insegnanti erano rigidamente propensi a seguire il programma per l'educazione dei bambini approvato dall'alto per ragioni di sicurezza, che avrebbe potuto causare seri problemi con gli eventi sociali che, essendo appena accaduti, non erano inclusi nel programma. I bambini di elementi "socialmente alieni" erano spesso il bersaglio di abusi o espulsioni nel nome della lotta di classe. All'inizio del regime, molti insegnanti furono portati a rispettare i piani comunisti per l'educazione scolastica per via della passione per l'alfabetizzazione e il saper contare che i comunisti cercavano di diffondere.
I Giovani Pionieri costituivano un fattore importante nell'indottrinamento dei bambini. A essi veniva insegnata la fedeltà al PCUS e a lottare contro i nemici del socialismo.

### Radio
La radio venne impiegata per scopi benefici, soprattutto per raggiungere facilmente gli analfabeti; i ricevitori venivano messi nei luoghi pubblici, dove i cittadini sarebbero andati per ascoltare le notizie, cambiamenti nel razionamento e ricevere trasmissioni di propaganda. In alcuni di questi luoghi venivano anche affissi dei manifesti.
Durante la seconda guerra mondiale, la radio venne utilizzata per fare propaganda contro la Germania; i prigionieri di guerra nazisti venivano fatti parlare e assicurare ai loro parenti di essere vivi, con parti di propaganda inseriti tra l'annuncio del discorso di un soldato e quando quest'ultimo avrebbe parlato, nel tempo concesso per la sua famiglia di riunirsi.

### Manifesti

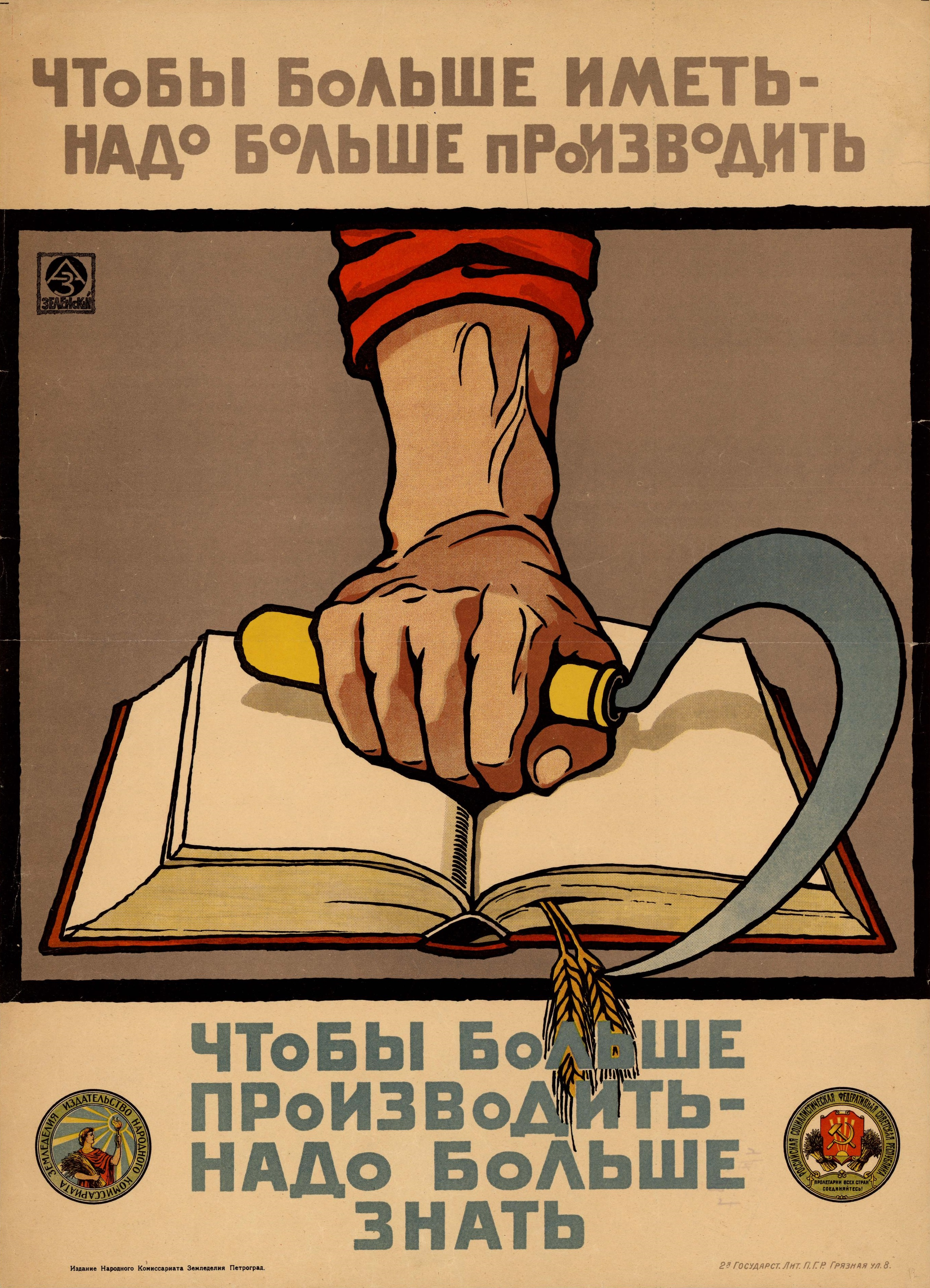
Un poster propagandistico del 1920: "Per avere di più, è necessario produrre di più. Per produrre di più, è necessario sapere di più."

I manifesti murali furono impiegati sin dai primi anni del regime, in modo da poter mostrare i trionfi dell'Armata Rossa agli analfabeti,e per tutti gli anni venti.
Furono utilizzati durante la seconda guerra mondiale, sempre per gli analfabeti, con uno stile semplice e in grassetto.

### Cinema
I film erano prevalentemente propagandistici, sebbene vi fossero stati pionieri nell'ambito documentaristico come Roman Karmen e Dziga Vertov. Quando la guerra divenne inevitabile, furono scritti drammi e film come Aleksandr Nevskij (1938) per preparare la popolazione; questi furono ritirati dopo il patto Molotov-Ribbentrop ma ritornarono a essere proiettati dopo lo scoppio della guerra.
I film venivano proiettati nei cinema e dai treni di propaganda. Durante la guerra, i cinegiornali venivano mostrati nelle stazioni metropolitane in modo da non escludere i poveri che non potevano pagare. I film venivano girati anche con storie di attività partigiane e sulle sofferenze inflitte dai nazisti, come La ragazza numero 217 (1945) pellicola riguardante la storia di una donna russa schiavizzata da una disumana famiglia tedesca.
Poiché tutti i film necessitavano di una base industriale, la propaganda contribuì molto anche alla pubblicazione di pellicole.

### Treni di propaganda
Durante la seconda guerra mondiale furono istituiti dei treni di propaganda con stampe, cinema portatili e seminari. Nella guerra civile i sovietici realizzarono sia "treni d'agitazione" (in russo агитпоeзд?, agitpoezd) sia "battelli d'agitazione" (in russo агитпароход?, agitparochod) per informare, intrattenere e fare propaganda.

### Incontri e seminari
Per fare propaganda venivano utilizzati anche incontri con oratori. Nonostante la loro ottusità, molte persone vedevano loro come fautori di solidarietà e li fecero sentire importanti soprattutto per il fatto di tener aggiornato il popolo con le notizie più recenti.
Le letture venivano impiegate abitualmente per istruire nel modo più appropriato riguardo ad ogni aspetto della vita.
Le lezioni di Stalin sul leninismo servirono come strumento per stabilire l'ideale del partito come pietra miliare della rivoluzione d'ottobre, una politica che Lenin attuò senza averne scritto l'aspetto teorico.

### Arte

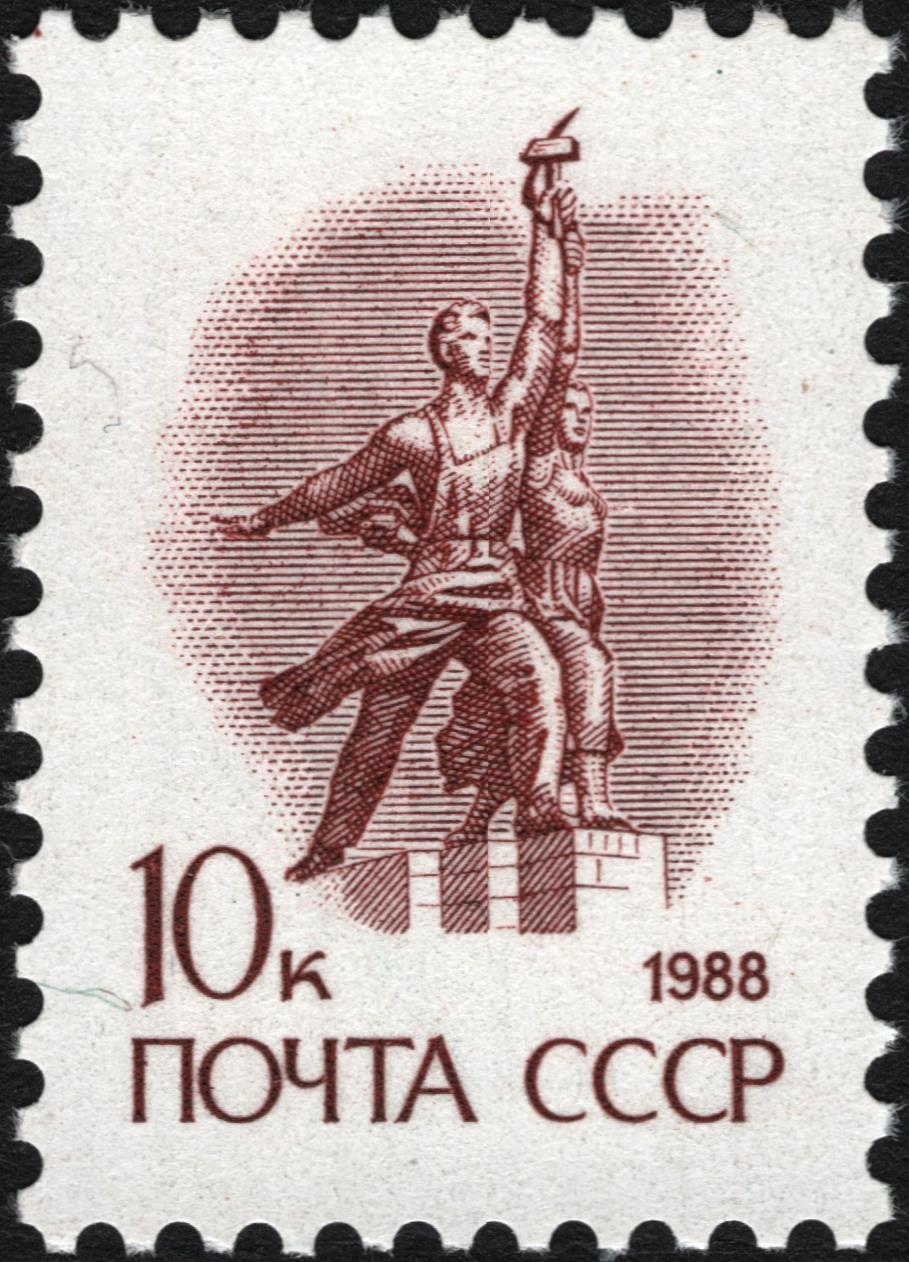
L'operaio e la kolchoziana commemorati in un francobollo del 1988.

Ogni forma di espressione artistica, dalla letteratura all'arte visuale fino a quella performativa, era quasi sempre al servizio della macchina propagandistica. Inoltre, doveva mostrare soltanto un significato chiaro e ambiguo. Molto tempo prima che Stalin imponesse una restrizione completa, stava nascendo una burocrazia culturale che riguardava la più alta forma di arte come propaganda per la quale veniva modellata. Le attività culturali venivano limitate dalla censura ed erano un monopolio delle istituzioni culturali.
L'immaginario si basava frequentemente sul realismo eroico. Il padiglione sovietico per l'Esposizione Universale di Parigi del 1937 era sormontato dalla scultura monumentale di Vera Muchina nota come L'operaio e la kolchoziana, con enfasi all'eroismo. Ciò rifletteva un richiamo all'arte eroica e romantica per una maggior enfasi all'ideale piuttosto che al reale. Nell'arte veniva raffigurata la salute e la felicità, nei dipinti venivano rappresentate scene agricole e industriali mentre le sculture ritraevano operai, sentinelle e scolaretti.

### Giornali
Nel 1917, uscendo dai movimenti clandestini, i sovietici si prepararono a incominciare la pubblicazione della Pravda.
La prima vera e propria legge che i sovietici passarono una volta preso il potere era quella che portò alla soppressione dei giornali contrari al governo. Questa però dovette essere respinta e sostituita con una misura più moderata, ma nel 1918, Lenin aveva liquidato la stampa indipendente, compresi i giornali attivi dal XVIII secolo.
Dal 1930 al 1941 e brevemente nel 1949, circolò il giornale propagandistico SSSR na strojke (СССР на стройке, "URSS in costruzione"), pubblicato in russo, francese, inglese, tedesco e, dal 1938, in spagnolo. Lo scopo autoproclamato della rivista era di "riflettere in fotografia l'intero scopo e la varietà del lavoro di edificazione che continua nell'URSS". I numeri erano destinati principalmente a un pubblico internazionale, specialmente a intellettuali e uomini d'affari di sinistra, ed era abbastanza popolare durante le sue prime pubblicazioni: tra gli abbonati vi erano George Bernard Shaw, H. G. Wells, John Galsworthy e Romain Rolland.
L'analfabetismo veniva visto come un serio pericolo e portò all'esclusione degli analfabeti dalle discussioni politiche, in parte a causa del fatto che le persone non potevano esser raggiunte dai giornali del partito.

### Libri
Subito dopo la rivoluzione, i libri vennero tratti con minor severità rispetto ai giornali, ma la nazionalizzazione delle stamperie e delle case editrici pose loro sotto il controllo statale. Nel periodo stalinista, le biblioteche furono "purgate" spesso in una maniera così estrema che furono rimosse anche le opere di Lenin.
Nel 1922, le deportazioni di scrittori e studiosi avvertivano che non erano concesse alcuna deviazione e venne reinstaurata la censura pre-pubblicazione. A causa di una mancanza di autori bolscevichi, furono tollerati molti "compagni viaggiatori", ma venivano pagati a condizione di seguire la linea del partito.
Durante le grandi purghe staliniane, i libri di testo venivano revisionati così frequentemente che molti studenti dovettero studiare senza di essi.

### Teatro
Il teatro rivoluzionario venne utilizzato per inspirare il supporto per il regime e l'odio verso i suoi nemici, in particolare il teatro agit-prop, noto per i suoi personaggi piatti con virtù perfette o completamente malvagi e le trame grezze. Una figura popolare era quella di Petruška, spesso usata per difendere i ricchi contadini e attaccare i Kulaki.

## Tematiche

### Nuovo uomo
Molte opere sovietiche ritraevano lo sviluppo di un "eroe positivo" richiesto dall'intellettualismo e dalla dura disciplina. Un uomo che non era guidato dai crudi impulsi naturali ma da una conscia padronanza di sé. Il nuovo uomo altruista doveva essere pronto a sacrificare non solo la propria vita ma anche il proprio rispetto per se stesso per il bene degli altri. L'eguaglianza e il sacrificio erano propagandati come gli ideali appropriati a uno "stile di vita socialista". Il lavoro richiedeva sforzo e austerità per mostrare il nuovo uomo trionfante sui suoi istinti naturali. Il record infranto da Aleksej Stachanov nella miniera di carbone lo rese un esempio di "nuovo uomo" e ispirò il movimento dello stacanovismo, mettendo pressione sull'aumento della produzione da parte sia dei lavoratori sia dai capi.
Ciò rifletté un cambiamento dai primi anni, con l'enfasi sul "piccolo uomo" tra i lavoratori anonimi, che favorì l'"eroe del lavoro" alla fine del primo piano quinquennale, spingendo gli autori a produrre storie su di esso. Mentre gli eroi dovevano differenziarsi dal popolo, venivano anche separati per le loro azioni eroiche. Stachanov stesso era adatto per questo ruolo, non solo perché era un operaio ma anche per il suo aspetto da eroe e uomo di famiglia. Gli sforzi del primo piano quinquennale furono rappresentati in racconti romanzati. Nel 1937/38, i giovani eroi che avevano compiuto grandi imprese apparvero sulla prima pagina della Pravda più spesso rispetto alla figura di Stalin stesso.
In seguito, durante le purghe, furono fatte affermazioni su criminali "riforgiati" dal loro lavoro nel canale Mar Bianco-Mar Baltico; il tema della salvezza attraverso il lavoro venne trattato da Nikolaj Pogodin ne "Gli Aristocratici" e da molti altri articoli dell'epoca.
Poteva esistere anche una nuova donna, infatti la Pravda descriveva la donna ideale sovietica come qualcuna che non poteva esser mai esistito prima. Le donne stacanoviste erano di un numero inferiore agli uomini, ma un quarto di tutte le donne dell'unione furono designate come "oltre la norma". Le politiche nataliste che incoraggiavano le donne ad avere più figli venivano giustificate dall'egoismo inerente alla limitazione della successiva generazione di "nuovi uomini". Le "madri eroine" ricevevano medaglie per aver partorito dieci o più figli.
Gli stacanovisti venivano utilizzati così tanto come figure di propaganda che molti lavoratori si lamentavano per il fatto di dover saltare il lavoro.
L'omicidio di Pavlik Morozov venne ampiamente sfruttato nella propaganda per instillare nei bambini il dovere di informare il nuovo stato anche sulle azioni dei loro stessi genitori.

### Nemico di classe
Il nemico di classe costituiva una caratteristica persuasiva della propaganda sovietica. Con la guerra civile, il nuovo esercito massacrò un gran numero di kulaki e promulgò un breve "regno del terrore" per terrificare le masse e indurle all'obbedienza.
Lenin disse che stavano sterminando i borghesi come classe, una posizione rinforzata dalle molte azioni contro i proprietari terrieri, contadini benestanti, banche, fabbriche e negozi privati. Stalin avvertiva spesso che con lo sforzo di costruire una società socialista, la lotta di classe si sarebbe inasprita quando i nemici di classe sarebbero diventati più disperati. Durante il periodo stalinista, tutti i leader d'opposizione furono continuamente descritti come traditori e agenti delle potenze imperialiste straniere.
Il piano quinquennale intensificò la lotta di classe con molti attacchi contro i kulaki, e quando venne notato che molti oppositori contadini non erano abbastanza ricchi da poter essere definiti tali, furono dichiarati come "sub-kulaki." "I kulaki e gli altri nemici di classe alieni" venivano spesso citati come la ragione dei fallimenti nella collettivizzazione agricola. Durante il primo e il secondo piano quinquennale furono perseguitati i kulaki, sabotatori e nazionalisti, portando quindi al Grande terrore. Coloro che avevano tratto profitto dalla proprietà pubblica venivano considerati "nemici del popolo". Verso la fine degli anni trenta, tutti i "nemici" furono riuniti ad arte come sostenitori dell'idiozia storica. I giornali riportarono anche di processi a giovani di dieci anni per comportamento antirivoluzionario e fascista. Durante l'Holodomor, i contadini affamati furono denunciati come sabotatori, nonostante la loro evidente innocenza; le morti furono solo una prova che i contadini odiavano il socialismo così tanto da voler sacrificare le loro famiglie e rischiare le proprie vite per combatterlo.
Stalin, denunciando i controrivoluzionari bianchi, i trotskisti, disertori e altri, attirò l'attenzione della vecchia guardia comunista su di sé. La grande improbabilità delle cariche venne menzionata come prova, dato che quelle plausibili potevano essere state inventate.
I cosiddetti nemici furono internati nei gulag, definiti dalla propaganda come "campi di lavoro correttivo" in maniera così ridondante che anche le persone che avevano vissuto la fame e la schiavitù iniziarono a credere più alla propaganda rispetto ai loro occhi.
Durante la seconda guerra mondiale, intere nazionalità, come i tedeschi del Volga, furono etichettati come traditori.
Stalin stesso informò Sergej Ėjzenštejn che la sua pellicola Ivan il Terribile (1944) era imperfetta poiché non mostrava la necessità del terrore nella persecuzione della nobiltà da parte di Ivan IV di Russia.

### Nuova società
La propaganda è capace di avviare un grande movimento o una rivoluzione, ma solo se le masse si riuniscono dietro una persona per rendere vere le menzogne della propaganda. Una buona propaganda deve instillare speranza, fede e sicurezza. Deve portare la solidarietà tra la popolazione, contrastare la demoralizzazione, la rassegnazione e l'assenza di speranza. L'Unione Sovietica diede il meglio per cercare di creare una nuova società dove il popolo poteva sentirsi unito.
Un tema comune infatti era la creazione di una nuova società utopica rappresentata in manifesti e giornali che ispirarono un entusiasmo in molte persone. La maggior parte della propaganda era dedicata a una nuova comunità, come dimostra l'uso della parola "compagno", e di una società senza classi dove le distinzioni dovevano avvenire in base alla funzione e dove tutti avevano lo stesso dovere al lavoro. Durante la discussione negli anni trenta della nuova costituzione, un interlocutore proclamò che non vi erano infatti nessuna classe nell'URSS, e i giornali diffondevano l'idea di come i sogni della classe lavoratrice si stessero realizzando per i popoli più fortunati nel mondo. L'ammissione dell'esistenza di classi – operai, contadini e intelligencija – venne dismessa e considerata ininfluente, dato che queste nuovi classi non avevano nessun bisogno di entrare in conflitto.
Le metafore militari furono usate frequentemente per la nuova società, come nel 1929, dove la collettivizzazione dell'agricoltura venne definita ufficialmente come "un'offensiva socialista su vasta scala e su tutti i fronti". Il secondo piano quinquennale vide un rallentamento della cosiddetta offensiva socialista, andando contro la propaganda che annunciava i trionfi dell'URSS sul "campo di battaglia dell'edificazione del socialismo"."
Nel periodo stalinista, la nuova società veniva spesso descritta come una "grande famiglia", dove Stalin era eletto a grande padre.
La felicità era obbligatoria: in un romanzo in cui un cavallo veniva descritto come muoversi "lentamente", il censore obiettò, chiedendo il motivo per cui non si muoveva rapidamente, dato che doveva essere felice come il resto degli agricoltori collettivi. Коlchozye Rebjata pubblicava relazioni esaltate provenienti dalle fattorie collettive dei loro figli. Quando venivano servite le colazioni calde agli scolari, in particolare nelle scuole cittadine, il programma veniva annunciato in pompa magna.
Dato che quella comunista era la forma più alta e progressista della società, era eticamente superiore a tutte le altre, e il "morale" e l'"immorale" erano determinati soltanto se avessero aiutato od ostacolato il suo sviluppo. Le leggi zariste furono abolite e, mentre i giudici potevano usarla, dovevano essere guidati dalla "coscienza rivoluzionaria".
Quando la bozza della nuova costituzione portò le persone a credere che la proprietà privata sarebbe stata restituita e che i lavoratori avrebbero potuto lasciare le fattorie collettive, furono inviati invece dei relatori per "chiarire" meglio la questione.

#### Produzione
Stalin dichiarò apertamente che i bolscevichi dovevano chiudere in dieci anni il divario di cinquanta o cento anni provocato dagli zar con i paesi occidentali, altrimenti "il socialismo sarebbe stato distrutto". A sostegno del piano quinquennale, dichiarò che l'arretratezza industriale è stata la causa delle sconfitte storiche della Russia. I giornali riportavano spesso il superamento delle quote produttive stabilite, anche se molti non erano verificati, e dalle fabbriche dove avvenivano realmente uscivano beni con qualità spesso scadente.

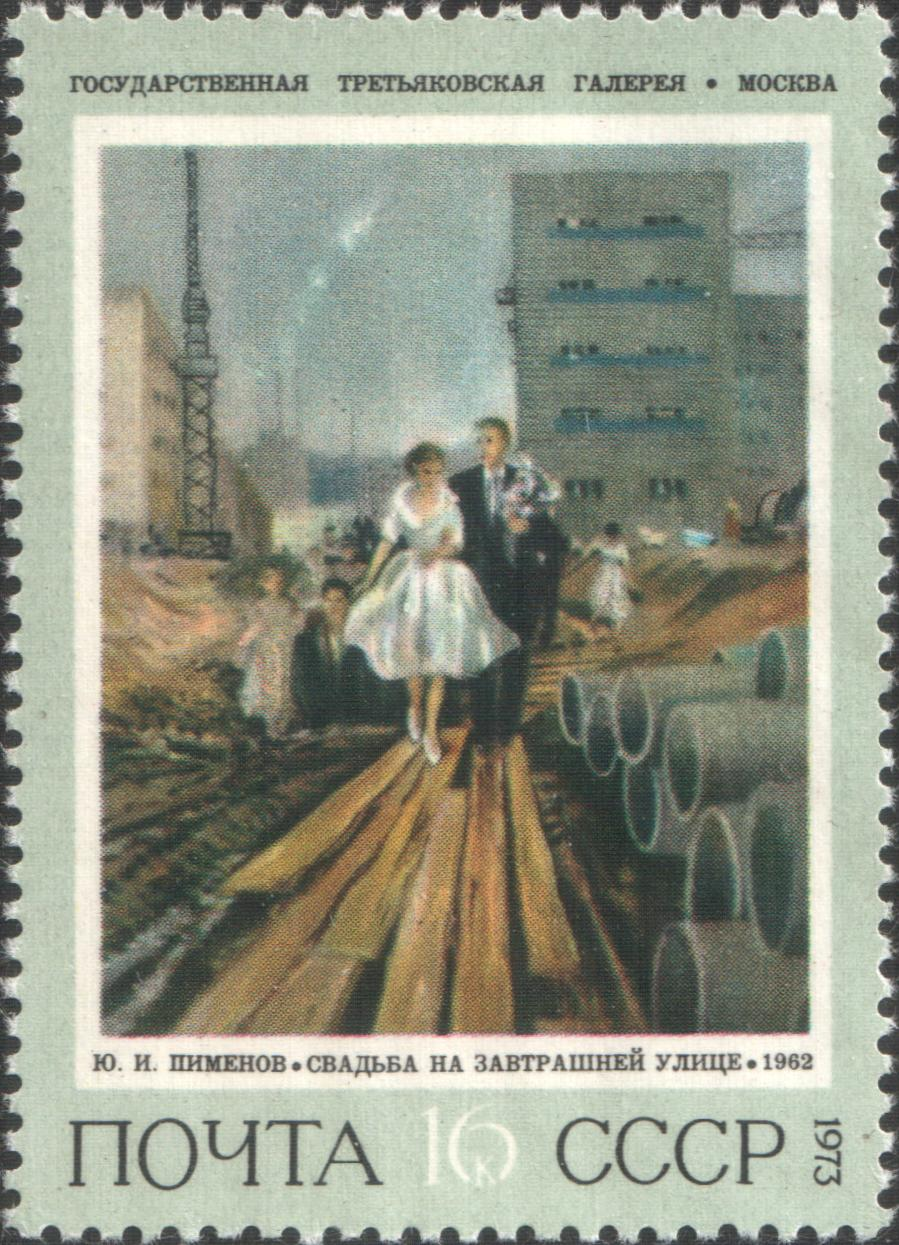
Un francobollo raffigurante il Matrimonio sulla strada del domani di Jurij Pimenov.

Durante gli anni trenta, lo sviluppo dell'URSS era quasi l'unico tema principale presente nell'arte, nella letteratura e nel cinema. Il ventesimo anniversario della Rivoluzione d'ottobre venne onorato con un'opera in cinque volumi che glorificava le realizzazioni del socialismo e (nell'ultimo volume) le "fantasie scientificamente fondate" del futuro, sollevando domande come se il mondo intero o soltanto l'Europa sarebbe stato socialista dopo venti anni.
Anche se la maggioranza della popolazione era ancora contadina, l'Unione Sovietica venne proclamata "una potente potenza industriale". La rivista SSSR na strojke (URSS in costruzione) glorificò il canale di Mosca, con una brevissima menzione dello sfruttamento dei lavoratori che l'avevano costruito.
Nel 1939 venne considerato un piano di razionamento, ma non venne implementato poiché avrebbe potuto minare la propaganda di migliorare l'assistenza per le persone, le cui vite diventavano sempre migliori e più felici ogni anno.
Durante la seconda guerra mondiale, alcuni slogan furono modificati, passando dal dover superare l'arretratezza al superare la "bestia fascista", ma continuarono invece a concentrarsi sulla produzione. Gruppi di giovani comunisti furono usate come truppe d'assalto per far vergognare i lavoratori e spronarli verso una produzione più alta e per diffondere la propaganda socialista.
Negli anni cinquanta, Chruščëv si vantava ripetutamente che l'URSS avrebbe presto superato l'Occidente nel benessere materiale. Altri ufficiali comunisti furono d'accordo sul fatto che presto il Paese avrebbe mostrato la propria superiorità, perché il capitalismo era paragonato ad un'aringa morta in putrefazione.
Successivamente, l'URSS venne definito uno stato dal "socialismo sviluppato".

### Pacifismo
Un tema comune nella propaganda era l'Unione Sovietica come un Paese promotore della pace.
Furono fatti molti avvertimenti sulla necessità di tenersi fuori da ogni guerra imperialistica, poiché la caduta del capitalismo avrebbe portato i Paesi capitalisti alla disperazione.
Il Patto Molotov-Ribbentrop venne presentato come una misura di pace.

### Internazionalismo
Anche prima che i bolscevichi conquistassero il potere, Lenin proclamò nei suoi discorsi discorsi che quella russa era l'avanguardia di una rivoluzione mondiale, sia internazionale sia socialista. Ai lavoratori venne detto che costituivano l'avanguardia del socialismo mondiale e lo slogan politico "Proletari di tutti i paesi, unitevi!" veniva costantemente ripetuto.
La RSFS Russa usava i termini "Rossiiskaja" e "Russkaja" per fare riferimento alla regione piuttosto che al gruppo etnico, per includere quindi tutte le etnie che la abitavano.
Lenin istituì il Comintern per propagare il comunismo in tutto il mondo e successivamente Stalin lo utilizzò per il beneficio dell'URSS. Quando l'organizzazione portò a delle difficoltà con gli Alleati nella seconda guerra mondiale, il Comintern venne sciolto. Inoltre, L'Internazionale venne omesso come inno.
I prigionieri di guerra giapponesi furono intensamente propagandati prima della loro liberazione nel 1949, per poi essere arruolati come agenti sovietici.

### Culto della personalità
Mentre Lenin era contrario al culto della personalità che era sorto su di lui, il Partito lo sfruttò durante la guerra civile per poi mantenerlo dopo la sua morte. Già nel 1918 venne pubblicata una biografia di Lenin e furono prodotti i suoi busti. Dopo la morte, il suo corpo venne imbalsamato e esposto nel mausoleo della Piazza Rossa, e furono prodotti numerosi libri illustrati dedicati alla sua vita.

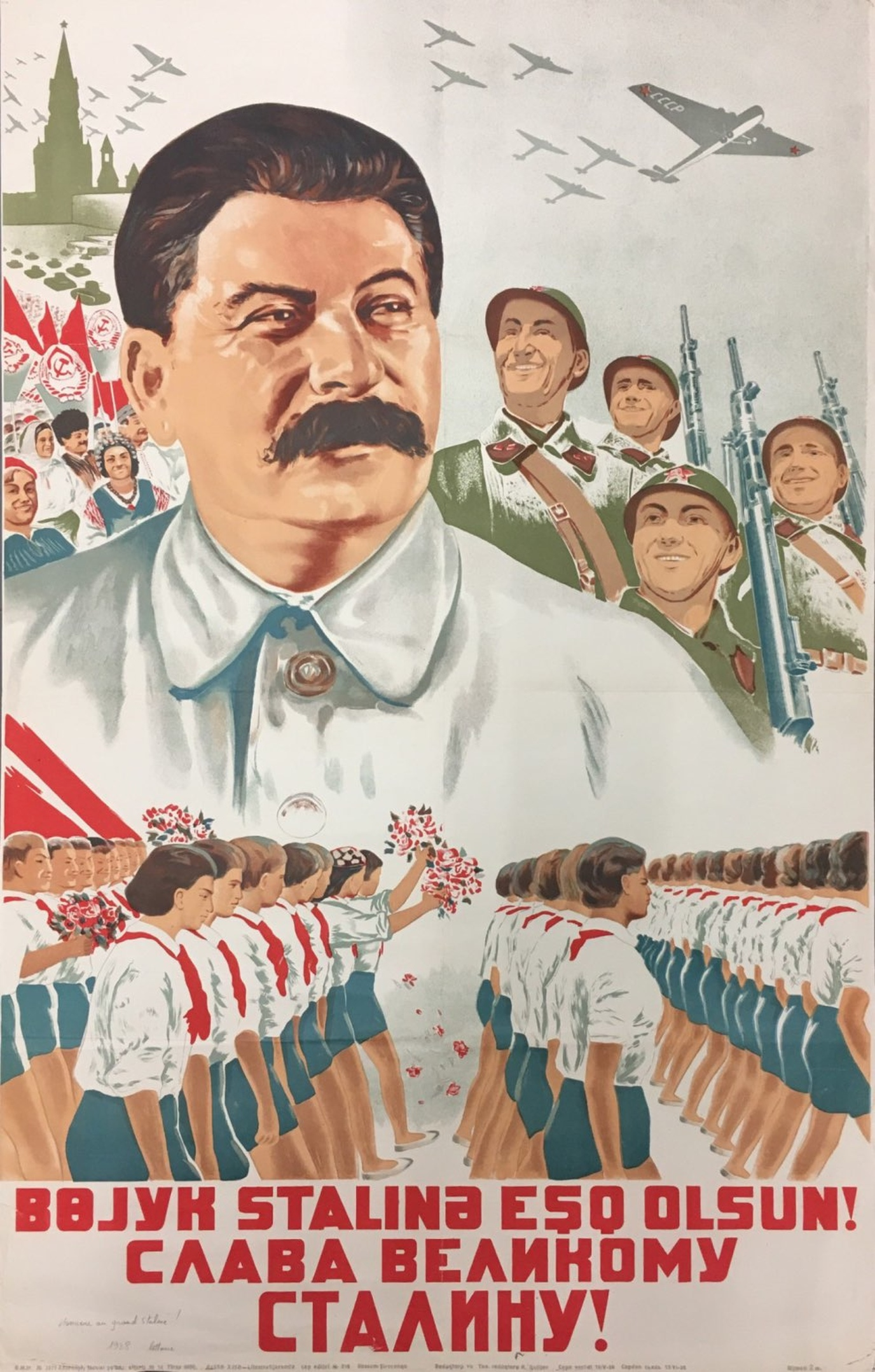
Manifesto propagandistico del 1938 dove è scritto in azero e russo "Gloria al grande Stalin!"

Stalin si presentò come un semplice uomo del popolo, ma distinto dalla politica di tutti i giorni dal suo unico ruolo di leader. Il suo abbigliamento venne accuratamente selezionato per consolidare questa immagine di sé. La propaganda lo presentò come l'erede di Lenin, esagerando la loro relazione, finché il culto di Stalin prevalse su quello di Lenin – effetto visibile nei manifesti, dove in un primo momento la figura di Lenin dominava su quella di Stalin, ma col passare del tempo il primo divenne uguale al secondo e successivamente sempre più piccolo, più spettrale e marginale. Ciò avvenne nonostante i resoconti storici descrivessero Stalin come insignificante, o addirittura una "grigia sfumatura", durante la rivoluzione. Dalla fine degli anni venti fino alla destalinizzazione degli anni sessanta, veniva presentato come il capo militare principale durante la guerra civile. La città di Volgograd era stata rinominata "Stalingrado" in suo onore sulla credenza secondo cui Stalin aveva salvato da solo, disobbedendo agli ordini, la città durante la guerra civile.
Spesso veniva considerato come il grande padre della "grande famiglia" che era la nuova Unione Sovietica.Furono promulgati inoltre dei regolamenti su come ritrarre esattamente la figura di Stalin e la sua vita. I fatti scomodi, come il suo aver voluto cooperare con il governo zarista al suo ritorno dall'esilio, furono eliminati dalla sua biografia.
Il ritratto di Stalin figurava frequentemente nei manifesti davanti a Marx, Engels e Lenin.
Le discussioni sulla proposta della costituzione negli anni trenta includevano ringraziamenti grazie al "compagno Stalin". I progetti d'ingegneria come i canali furono descritti come decretati personalmente da Stalin. I Giovani pionieri furono devoti alla lotta per "la causa di Lenin e Stalin". Durante le grandi purghe, aumentò le sue apparizioni in pubblico, facendosi fotografare assieme a bambini, aviatori e stacanovisti, venendo salutato come la fonte della "vita felice" e secondo la Pravda, descritto prendere la metropolitana con i lavoratori comuni.
La propaganda si dimostrò efficace: molti giovani dediti al lavoro nella costruzione del socialismo idolatrarono Stalin, e molte persone scelsero di credere che le accuse fatte nei processi delle purghe fossero vere piuttosto che vedere Stalin come traditore della rivoluzione.
Durante la seconda guerra mondiale, il culto della personalità fu determinante per ispirare un profondo impegno da parte delle masse dell'Unione Sovietica, sia sul campo di battaglia sia nella produzione industriale. Stalin fece una visita fugace al fronte in modo che i propagandisti potessero affermare che lui aveva rischiato la vita assieme ai soldati in prima linea. Il culto fu, tuttavia, attenuato fino a quando la vittoria diventava sempre più vicina. Quando divenne evidente che l'Unione Sovietica avrebbe vinto la guerra, Stalin assicurò che la propaganda menzionasse sempre la sua guida durante il conflitto; i generali vittoriosi furono emarginati e non venne mai permesso loro di diventare dei rivali politici.
Subito dopo la sua morte, le accuse, prima velate e poi aperte, furono fatte sul "culto della personalità" sostenendo che la storia era stata fatta dalle masse e non da Stalin.
Chruščëv, pur guidando gli attacchi contro il culto di Stalin, cercò comunque di farsi pubblicità e il suo volto appariva spesso sui giornali.

#### Trockij
Mentre Stalin concentrava il potere nelle sue mani, Trockij veniva raffigurato in un culto anti-personalità cominciato con l'affermazione che si era unito ai bolscevichi solo all'ultimo momento, dopo la pianificazione della rivoluzione d'ottobre.

### Repressione
Alcuni storici credono che un importante obiettivo della propaganda comunista fosse stato quello di "giustificare la repressione politica di interi gruppi sociali che il marxismo considerava antagonistici alla classe del proletariato", come nelle campagne di decosacchizzazione e dekulakizzazione. Richard Pipes scrisse: "uno scopo principale della propaganda comunista era quello di suscitare violente emozioni politiche contro i nemici del regime."
Il mezzo più efficace per raggiungere questo obiettivo "era la negazione dell'umanità della vittima attraverso il processo di disumanizzazione", ovvero "la riduzione del nemico reale o immaginario in uno stato zoologico". In particolare, Lenin esortò a sterminare i nemici come se fossero "insetti dannosi", "pidocchi" e "sanguisughe".
Secondo lo scrittore e propagandista Maksim Gor'kij, 
Secondo Il libro nero del comunismo, alcuni esempi della demonizzazione del nemico erano i discorsi del procuratore di stato Andrej Januar'evič Vyšinskij durante i processi farsa di Stalin. Disse riguardo ai sospettati:

### Antireligione
All'inizio della rivoluzione, la propaganda ateistica venne spinta nel tentativo di annientare la religione. Per quanto riguarda la religione più come un nemico di classe o una causa di odio che un contendente per le menti delle persone, il governo abolì le prerogative della Chiesa ortodossa e la prese di mira mettendola in ridicolo. Ciò includeva processioni antireligiose e articoli di giornale che hanno sortito un duro colpo, sconvolgendo la popolazione profondamente religiosa. e perciò interrotte e sostituito da conferenze e altri metodi più intellettuali. La Lega degli atei militanti venne fondata per tali scopi, e le riviste Bezbožnik (Il senza dio) e Il senza dio al lavoro furono pubblicate per fare propaganda atea. Inoltre, l'educazione atea ebbe un ruolo centrale nelle scuole sovietiche. Il tentativo di liquidare l'analfabetismo fu ostacolato dai tentativi di includerlo nell'educazione atea, facendo sì che i contadini ne rimanessero lontani. Nel 1929, tutte le forme di educazione religiosa furono bandite come propaganda religiosa, e venne affermato chiaramente il diritto alla propaganda antireligiosa.
Venne proclamato un "Piano quinquennale ateo", presumibilmente su istigazione delle masse. Le virtù cristiane come l'umiltà e la mansuetudine furono ridicolizzate dalla stampa, raccomandando invece l'autodisciplina, la lealtà verso il partito, la fiducia nel futuro e l'odio nei confronti dei nemici di classe. La propaganda antireligiosa in Russia portò a una riduzione delle manifestazioni pubbliche religiose.
Furono dedicati molti sforzi alla promozione della scienza contro la religione. Per sfatare un miracolo – una Madonna piangente lacrime di sangue, che si è dimostrato essere acqua contaminata dalla ruggine versando acque di diversi colori nella statua – venne eseguito l'esperimento davanti ai contadini, provocando l'ira della folla che portò alla morte di due degli scienziati .
Un movimento della "Chiesa vivente" disprezzò la gerarchia ortodossa russa e predicò che il socialismo era la forma moderna di cristianità; Trockij incoraggiò i membri del movimento a dividere l'ortodossia.
Durante la seconda guerra mondiale, questo sforzo venne contrastato; la Pravda scrisse per la prima volta in maiuscolo la parola "Dio", poiché la partecipazione religiosa era stata effettivamente incoraggiata. Gran parte di questo era però destinato all'estero, ampiamente miscredente, con il presidente statunitense Franklin D. Roosevelt che condannava sia il nazismo sia il comunismo come regimi atei che non permettevano la libertà di coscienza. Questo passo indietro potrebbe essersi verificato a causa dell'inefficacia dello sforzo antireligioso da parte della propaganda statale.

### Plutocrazie
Negli anni venti, l'URSS rivolse molta propaganda ai Paesi capitalisti considerandoli come delle plutocrazie e sostenendo che avevano intenzione di distruggere lo stato sovietico inteso come paradiso dei lavoratori. Il capitalismo, essendo responsabile dei mali del mondo, era quindi immorale.
Il fascismo fu presentato come un'esplosione terroristica di capitali finanziari che attingeva dalla piccola borghesia ed ai contadini medi (i corrispettivi dei kulaki), coloro che furono i perdenti nel processo storico.
Durante le prime fasi della seconda guerra mondiale, il conflitto fu apertamente presentato come una guerra tra i capitalisti che li avrebbe indeboliti, permettendo il trionfo comunista fintanto che l'Unione Sovietica fosse saggiamente rimasta fuori. I partiti comunisti di tutto il mondo furono incaricati di opporsi alla guerra e di mostrarlo come uno scontro tra stati capitalisti.
Dopo la seconda guerra mondiale, gli Stati Uniti furono presentati come un bastione dell'oppressione imperiale, con la quale si sarebbe svolta una competizione nonviolenta, dato che il capitalismo si trovava ormai nelle sue fasi finali.

### Antizarismo
Le campagne contro la società della Russia imperiale continuarono nella storia dell'Unione Sovietica. Un oratore ha raccontato come gli uomini avessero dovuto servire per venticinque anni nell'esercito imperiale, per essere poi criticato da un membro del pubblico che non aveva importanza, dal momento che avevano avuto cibo e vestiti.
Ai bambini veniva detto che il "passato maledetto" era stato lasciato molto indietro e che potevano diventare completamente "rossi".

### Propaganda antipolacca
La propaganda antipolacca fu usata durante l'invasione sovietica della Polonia e durante l'annessione della Polonia orientale tra il 1939 e il 1941.

### Guerra civile spagnola
Molti scrittori e artisti sovietici e comunisti presero parte alla guerra civile di Spagna (Michail Kol'cov, Il'ja Erenburg) o appoggiarono i repubblicani. Il poema rivoluzionario popolare Grenada di Michail Arkad’evič Svetlov venne pubblicato già nel 1926.

## Propaganda durante la seconda guerra mondiale

### Patto Molotov–Ribbentrop
Di fronte al massiccio smarrimento sovietico, il Patto Molotov-Ribbentrop del 1939 venne difeso da un oratore al Gorkij Park. Molotov lo difese in un articolo della Pravda affermando che si trattava di un trattato tra stati, non sistemi. Lo stesso Stalin elaborò diagrammi per dimostrare che Neville Chamberlain aveva voluto mettere l'Unione Sovietica contro la Germania nazista, ma nonostante ciò Stalin aveva saggiamente messo la Gran Bretagna contro la Germania nazista.
Per tutta la durata del patto, i propagandisti avevano elogiato i tedeschi e il materiale antitedesco o antinazista pubblicato prima del 1939 (come i film Professor Mamlock o Sem’ja Oppengejm) venne censurato.

### Propaganda antifascista e antinazista

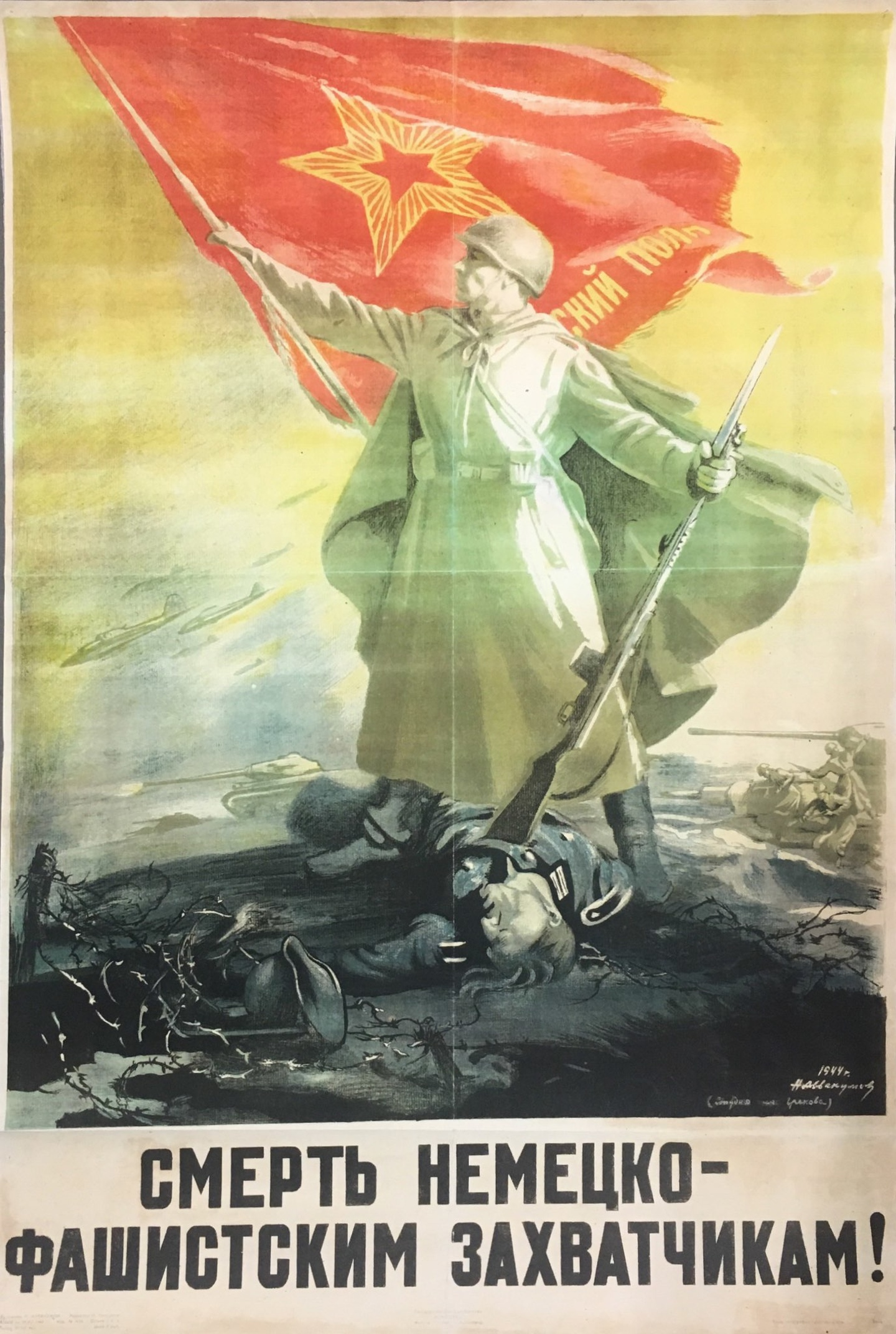
"Morte agli invasori nazi-fascisti!", poster del 1945

Durante gli anni trenta, l'antifascismo era comunemente usato nella propaganda diretta al di fuori dei confini sovietici, in particolare per attirare le persone nelle organizzazioni del fronte. In particolare, la guerra civile spagnola venne sfruttata per fermare il dissenso tra i partiti comunisti europei e il crescente totalitarismo di Stalin.
Lo stesso Stalin dichiarò in una trasmissione del 1941 che la Germania aveva intrapreso una guerra per sterminare i popoli dell'URSS. La propaganda pubblicata sulla Pravda definiva tutti i tedeschi come assassini, sanguisughe e cannibali e furono fatte molte accuse di atrocità da loro commesse. L'odio venne inoltre attivamente stimolato e incoraggiato. Venne detto che i tedeschi non prendevano prigionieri. I partigiani furono incoraggiati a vedersi come dei vendicatori.
Molti film antitedeschi dell'era nazista furono ripristinati e molti altri ne furono prodotti. La ragazza numero 217 (in russo Человек № 217?, Čelovek № 217) rappresentò gli orrori inflitti ai prigionieri di guerra sovietici, in particolare l'asservimento del personaggio principale, Tat’jana Krylova, ad una famiglia disumana tedesca, riflettendo il duro trattamento riservato agli Ostarbeiter nella Germania nazista.
Nonostante l'atteggiamento sovietico riguardo alla religione, durante la seconda guerra mondiale fu permessa una rinascita dell'Ortodossia per demonizzare il nazismo come unico nemico della religione.
Vasilij Grossman e Michail Arkadjevič Svetlov furono corrispondenti di guerra per la Krasnaja Zvezda (Stella rossa).
La propaganda sovietica ai tedeschi durante la seconda guerra mondiale era volta a distinguere i tedeschi ordinari dai loro leader, gli hitleriani, dichiarando che non avevano alcun dissenso con il popolo. L'unico modo per scoprire se un soldato tedesco era caduto vivo nelle mani dei sovietici era ascoltare la radio, poiché questa avrebbe annunciato che un certo prigioniero avrebbe parlato ai microfoni, dando quindi un po' 'di tempo alla sua famiglia per riunirsi e ascoltare il suo discorso riempito di propaganda.
Nei campi dei prigionieri di guerra sovietici venne fondato un comitato nazionale per la "Germania libera" nel tentativo di fomentare una rivolta in Germania.

### Nazionalismo

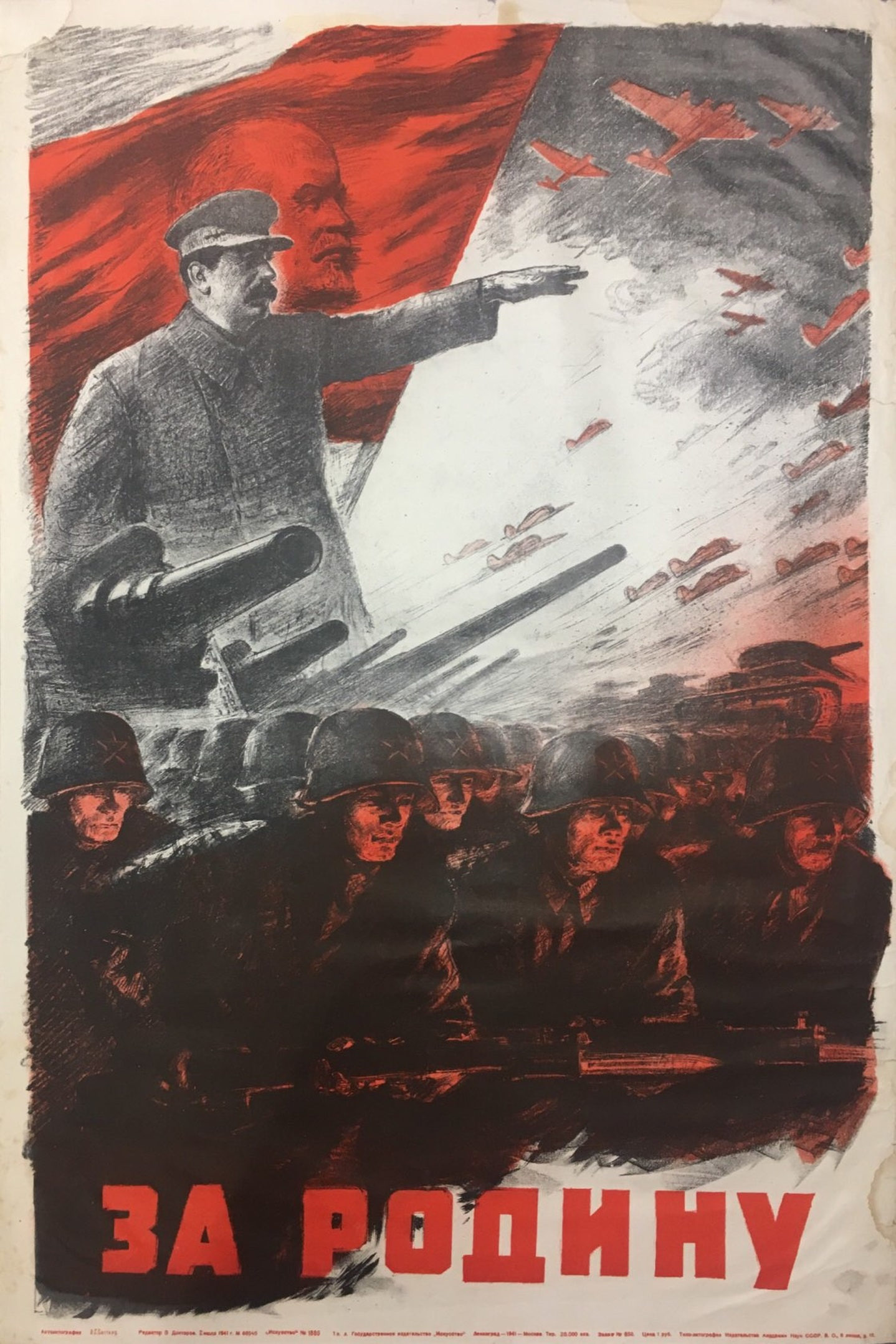
"Per la patria", poster del 1941.

Di fronte alla minaccia della Germania nazista, le rivendicazioni internazionali sul comunismo furono ridotte e la gente venne reclutata per difendere il Paese dietro la spinta di motivazioni patriottiche. La presenza di un nemico reale venne utilizzata per ispirare l'azione e la produzione di fronte alla minaccia in nome del "padre dell'Unione Sovietica" o della Madre Russia. Tutti i cittadini sovietici furono chiamati a combattere, e i soldati che si fossero arresi sarebbero stati considerati come coloro che avevano fallito nel loro dovere. Per evitare le ritirate da Stalingrado, i soldati furono esortati a combattere per il territorio.
La storia russa venne sfruttata per fornire un passato eroico al popolo e dei simboli patriottici, sebbene in modo selettivo, ad esempio lodando gli uomini come i costruttori dello stato. Aleksandr Nevskij rese come un tema centrale l'importanza della gente comune nel salvare la Russia, quando i nobili e mercanti non avevano fatto nulla, un motivo che venne impiegato molto per la propaganda. Tuttavia, le figure scelte non avevano alcuna correlazione con il socialismo o il comunismo. Agli artisti e agli scrittori venne concessa una maggiore libertà, purché nelle loro opere non vi fossero state critiche dirette al marxismo e fossero presenti delle tematiche patriottiche.Il conflitto venne definito come la "Grande Guerra Patriottica" e nelle opere venne presentata come una lotta con l'eroismo della gente comune.
Mentre il termine "madrepatria" venne usato per indicare l'Unione Sovietica e gli eroi russi venivano rianimati, anche gli eroi sovietici erano usati in abbondanza.
Molti cittadini sovietici trovarono il trattamento da "traditori della patria" dei soldati caduti nelle mani dei nemici come adatto alla loro stessa spietata determinazione, e il "non un passo indietro" ispirò i soldati a combattere con il sacrificio e l'eroismo.
Ciò continuò anche dopo la guerra in una campagna per eliminare gli elementi anti-patriottici.
Negli anni sessanta, la rievocazione dei ricordi della Grande Guerra Patriottica venne utilizzato per rafforzare il sostegno al regime, con tutti i resoconti attentamente censurati per evitare il diffondersi di notizie riguardo all'iniziale incompetenza di Stalin, le sconfitte e il grande costo in termine di vite.

## Propaganda sovietica all'estero
Trockij e un piccolo gruppo di comunisti consideravano l'Unione Sovietica spacciata senza la diffusione del comunismo a livello internazionale. La vittoria di Stalin, che considerava la costruzione del socialismo in Unione Sovietica come un riferimento necessario al resto del mondo e che rappresentava la visione della maggioranza, non fermò tuttavia la propaganda internazionale.
Negli anni ottanta, la CIA stimava che il budget dell'URSS dedicato alla propaganda all'estero fosse compreso tra i 3,5 e i 4 miliardi $.

La propaganda all'estero veniva in parte condotta dalle agenzie di intelligence sovietiche. Il GRU da solo aveva speso più di 1 miliardo $ per la propaganda e per finanziare i movimenti pacifisti contro la guerra del Vietnam, quest'ultima una "campagna di grande successo su cui valse la pena investire", secondo il disertore del GRU Stanislav Lunev. Lunev affermò inoltre che "il GRU e il KGB avevano contribuito a finanziare quasi tutti i movimenti e le organizzazioni contro la guerra in America e all'estero".

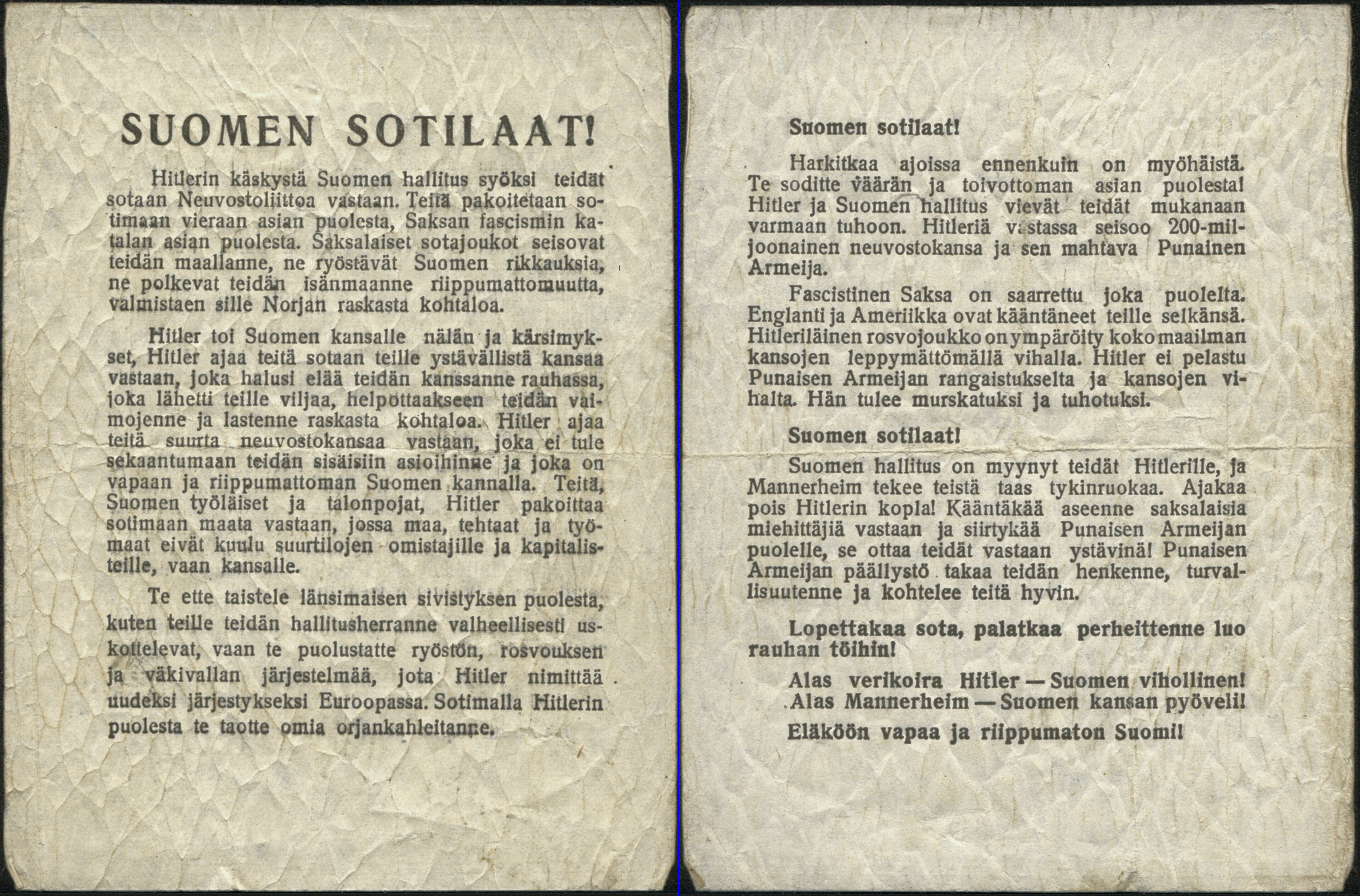
Uno dei volantini di propaganda della seconda guerra mondiale caduto da un aereo sovietico sul territorio finlandese che spingevano i soldati finlandesi ad arrendersi.

Secondo Oleg Kalugin, "l'intelligence sovietica era davvero ineguagliabile [...] I piani del KGB – che avrebbero sostenuto tutti i tipi di congressi, quelli di pace e giovanili, festival, movimenti femministi e sindacali, campagne contro i missili americani in Europa, contro le armi a neutroni, le accuse che vedevano l'AIDS [...] come un'invenzione della CIA [...] oltre la realizzazione di tutti i tipi di documenti falsi e materiale falsificato – [erano] mirati ai politici, alla comunità accademica, al pubblico in generale".
I movimenti finanziati dai sovietici fingevano di avere delle relazioni blande con l'Unione Sovietica e spesso erano visti come non comunisti (o affiliati a tali gruppi), ma in realtà erano sotto il controllo dell'URSS. La maggior parte dei membri e sostenitori di tali movimenti non si rendevano conto di essere degli strumenti in mano alla propaganda sovietica. Le organizzazioni miravano a convincere gli occidentali benintenzionati ma ingenui a sostenere obiettivi sovietici pubblici o segreti. Un testimone, durante un'udienza al Congresso degli Stati Uniti d'America sulle attività sovietiche sotto copertura, descrisse gli obiettivi di tali organizzazioni come quelli di "diffondere le tematiche della propaganda sovietica e creare delle false impressioni sul sostegno pubblico alla politica estera dell'Unione Sovietica".
Gran parte dell'attività dei movimenti per la pace controllati dai sovietici fu supervisionata dal Consiglio mondiale per la pace. Tra le altre importanti organizzazioni di facciata vi erano la Federazione sindacale mondiale, la Federazione Mondiale della Gioventù Democratica e l'Unione internazionale degli studenti. Altre organizzazioni di facciata meno importanti poste sotto l'influenza sovietica furono: Organizzazione di solidarietà del popolo afro-asiatico, la Conferenza cristiana della pace, l'Associazione internazionale degli avvocati democratici, la Federazione internazionale dei movimenti di resistenza, l'Istituto internazionale per la pace, l'Organizzazione internazionale dei giornalisti, la Federazione Democratica Internazionale delle Donne e la Federazione mondiale dei lavoratori scientifici. Ci sono state anche numerose altre organizzazioni più piccole, affiliate ai suddetti fronti.
Tali organizzazioni ricevevano (in totale) ogni anno più di 100 milioni di dollari dall'URSS.
La propaganda contro gli Stati Uniti includeva anche le seguenti attività:
- Promozione di false teorie sull'assassinio di John F. Kennedy, presumibilmente impiegando lo scrittore Mark Lane
- Discreditare la CIA, usando lo storico Philip Agee (nome in codice PONT)
- Diffusione di voci secondo cui il direttore dell'FBI J. Edgar Hoover era un omosessuale
- Tentativi di screditare Martin Luther King piazzando pubblicazioni che lo ritraevano come uno "zio Tom" che riceveva in segreto sussidi governativi
- Stimolazione delle tensioni razziali negli Stati Uniti inviando lettere false dal Ku Klux Klan e diffondendo teorie cospirative secondo le quali l'assassinio di Martin Luther King era stato pianificato dal governo degli Stati Uniti
- Creazione e diffusione della storia secondo cui il virus HIV era stato prodotto da degli scienziati statunitensi a Fort Detrick (operazione Infektion)
- Pubblicazione nel Regno Unito di Soviet Weekly
- Pubblicazione del mensile Sputnik edito in Unione Sovietica in diverse lingue, tra cui l'inglese
- Scontare e ridimensionare gli ampi contributi degli Stati Uniti per gli aiuti militari ai sovietici nella seconda guerra mondiale in base al Lend-Lease Act, così come il ruolo degli Stati Uniti nell'esito del conflitto in generale[193][194]